# 오스카르 루이지 스칼파로
오스카르 루이지 스칼파로(이탈리아어: Oscar Luigi Scalfaro, 1918년 9월 9일 ~ 2012년 1월 29일)는 이탈리아의 정치인이다. 1992년부터 1999년까지 이탈리아의 제9대 대통령으로 재임했다.
기독교민주당에 입당하기 전, 스칼파로는 중도좌파 정당인 민주당 소속이었다. 대통령 이외에도 하원의원, 교육부 장관 등을 지냈다.

## 약력
오스카르 루이지 스칼파로는 노바라에서 태어났으며, 이탈리아 내의 칼라브리아인 출신이다.
1941년 7월 30일 밀라노가톨릭대학에서 법률 학위를 땄다. 이 무렵 반파시스트 활동을 했으며, 훗날 검사가 되었다. 줄리오 안드레오티 정부 하에서 교육부장관을 지냈으며, 베티노 크락시(Bettino Craxi)정부 하에서 내무장관을 지냈다.

## 대통령
이탈리아 의회에서만 대통령 선출이 가능하다. 1992년 프란체스코 코시가의 후임으로 선출되었으며, 코시가의 조기사임으로 일찍 취임하였다. 취임 당시 강력한 부패 척결을 내세웠다.
이탈리아는 내각책임제이기 때문에, 그의 재직 기간 동안 실권은 스칼파로 본인이 임명한 6명의 총리들이 실권을 쥐고 있었다. 하지만 그는 많은 업적을 남겼다. 그 중 하나는 마피아를 뿌리뽑고자 노력했다는 것이다.
스칼파로의 또다른 과제 중 하나는 전쟁 범죄에 대한 책임을 지는 것이었다. 지난 1935년 이탈리아가 에티오피아를 침공한 뒤 저지를 잔학 행위에 대해 책임을 져야 한다고 주장했으며, 이에 대해 에티오피아에게 사죄를 하였다. 또한 에티오피아를 방문하기도 했다.
1999년 5월 15일 카를로 아첼리오 참피가 후임으로 선출된 상태에서, 임기 종료를 얼마 앞두고 사임했다.

## 말년과 죽음
퇴임 이후에도 정치 활동을 계속 했으며, 퇴임한 지 나흘 뒤 종신 상원의원으로 선출되었다. 2012년 로마에서 세상을 떠났다. 향년 93세.

## 참조
1. ↑  “이탈리아, 마피아 뿌리뽑는다”. 연합뉴스. 1999년 3월 22일.

| 이탈리아 국기. | 제9대 이탈리아 대통령             | 재임 당시의 대통령 깃발.   |
| --- | --------------------------------- | -------------------------- |
| 전 임 프란체스코 코시가 | 1992년 5월 28일 ~ 1999년 5월 15일 | 후 임 카를로 아첼리오 참피 |
| 엔리코 데 니콜라 · 루이지 에이나우디 · 조반니 그론키 · 안토니오 세니 · 주세페 사라가트 · 조반니 레오네 · 산드로 페르티니 · 프란체스코 코시가 · 오스카르 루이지 스칼파로 · 카를로 아첼리오 참피 · 조르조 나폴리타노 · 세르조 마타렐라 |                                   |                            |